# Spoorlijn Västeraspby - Umeå
De spoorlijn Västeraspby - Umeå (Zweeds: Botniabanan) is een Zweedse spoorlijn tussen Västeraspby in de provincie Västernorrlands län en Umeå in Västerbottens län.

## Geschiedenis
De eerste spoorlijn naar de noordelijkste provincies van Zweden werden in 1866/1881 aangelegd als de Norra stambanan, tussen Ånge en Storvik. In 1883/1894 volgde de Stambanan genom övre Norrland tussen Bräcke en Boden. In 1927 werd de spoorlijn tussen Vännäs en Holmsund via Umeå aangelegd. Later ontstonden er plannen Ostkustbanan en de tussen Stockholm en Sundsvall via de Ådalsbanan te verlengen naar Umeå. Op 28 augustus 2010 werd door Norrtåg het traject tussen Örnsköldsvik en Umeå voor personenvervoer in gebruik genomen.

## Toekomst
Ten noorden van Umeå, is de bouw van het noordelijk deel tot Skellefteå begonnen.

## Aansluitingen
In de volgende plaatsen was of is er een aansluiting op de volgende trajecten:

### Västeraspby
- Ådalsbanan, spoorlijn tussen Sundsvall en Långsele

### Örnsköldsvik
- Spoorlijn Mellansel - Örnsköldsvik

### Umeå
- Spoorlijn Vännäs - Holmsund

## ATC
Het traject werd niet voorzien van het zogenaamde Automatische Tågkontroll (ATC) maar bij de aanleg uitgerust met het ERTMS-beveiligingssysteem.

## Elektrische tractie
Het traject werd geëlektrificeerd met een spanning van 15.000 volt 16 2/3 Hz wisselstroom.

## Foto’s

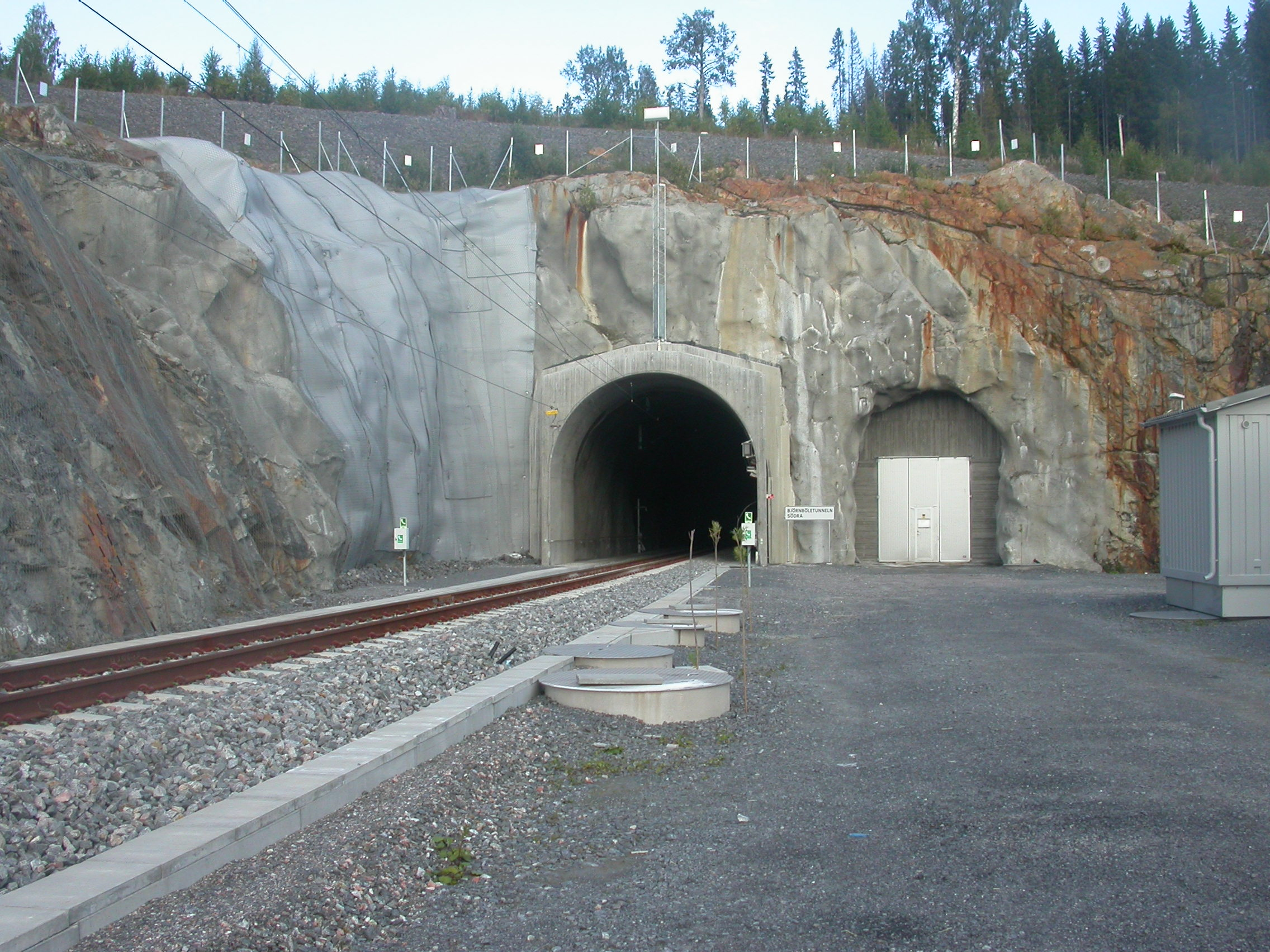
Ingang van de Björnböletunneln
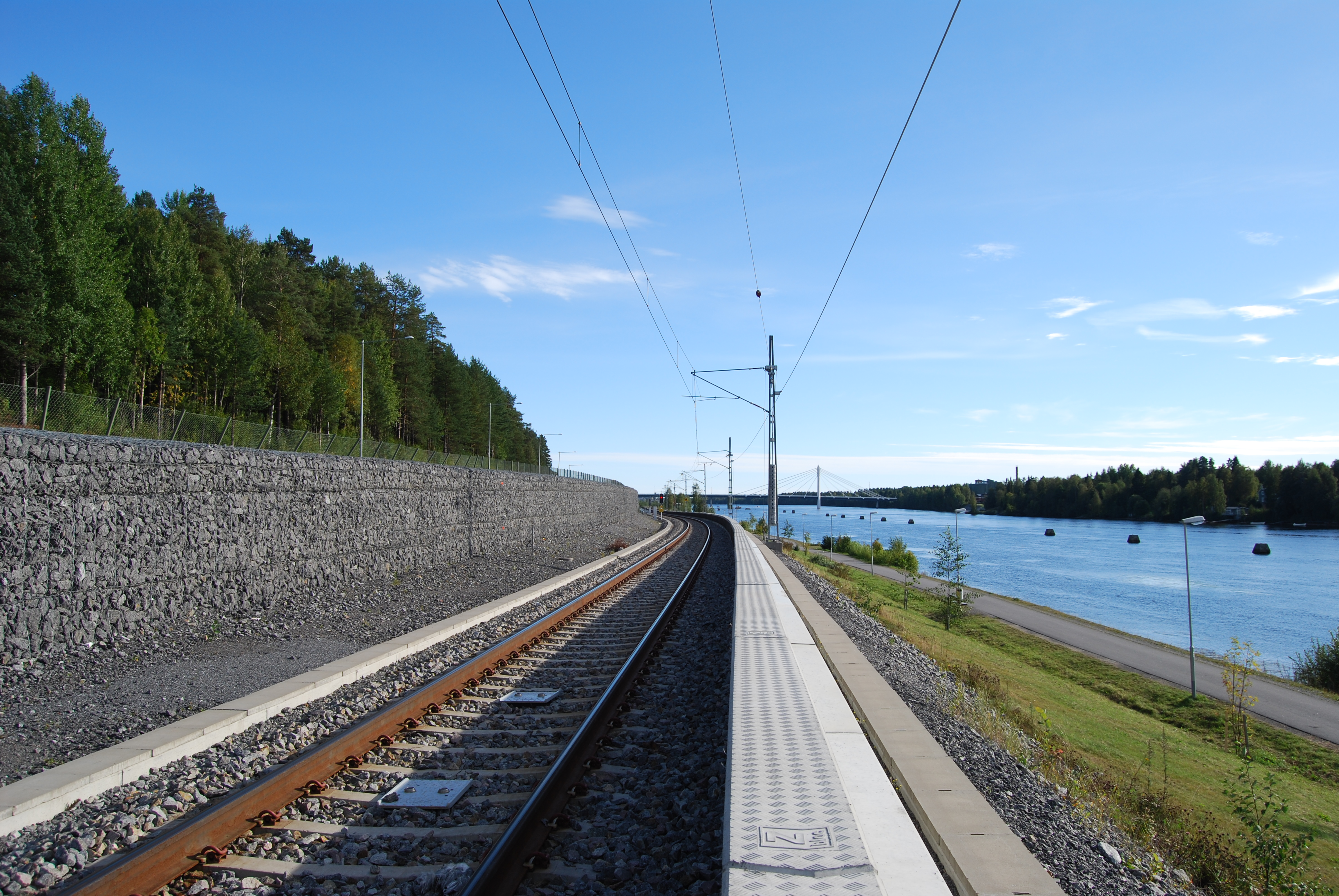
Botniabanan langs de Ume rivier